# Белајска Виница
Белајска Виница је насељено место у саставу града Дуге Ресе у Карловачкој жупанији, Република Хрватска.

## Становништво
На попису становништва 2011. године, Белајска Виница је имала 180 становника.
Према попису становништва из 2001. године у насељу Белајска Виница живело је 183 становника. који су живели у 68 породичних домаћинстава
Кретање броја становника по пописима 1857—2001.
| година пописа  | 1857. | 1869. | 1880. | 1890. | 1900. | 1910. | 1921. | 1931. | 1948. | 1953. | 1961. | 1971. | 1981. | 1991. | 2001. | 2011. |
| бр. становника | 126   | 122   | 106   | 136   | 157   | 187   | 182   | 207   | 205   | 209   | 226   | 252   | 236   | 206   | 183   | 182   |

## Попис1991.
На попису становништва 1991. године, насељено место Белајска Виница је имало 206 становника, следећег националног састава:
| Попис 1991.‍ | Попис 1991.‍ | Попис 1991.‍ | Попис 1991.‍ | Попис 1991.‍ |
| ----------- | ----------- | ----------- | ----------- | ----------- |
|             |             |             |             |             |
| Хрвати      | Хрвати      |             | 197         | 95,63%      |
| Југословени | Југословени |             | 2           | 0,97%       |
| Срби        | Срби        |             | 1           | 0,48%       |
| остали      | остали      |             | 1           | 0,48%       |
| непознато   | непознато   |             | 5           | 2,42%       |
| укупно: 206 |             |             |             |             |